# 斯巴達 (密西西比州)
斯巴達（英語：Sparta）是位於美國密西西比州奇克索縣的非建制地區。

## 歷史
斯巴達的郵局於1850年設立，其後於1905年停運。斯巴達曾擁有兩座教堂和一所學校。

## 地理
斯巴達所處的海拔為高於海平面102米（即335英呎），而該地所採用的時區為UTC-6，即北美中部時區（CST）。同時該地設有夏令時間，為UTC-6調快一小時，即UTC-5（CDT）。